# Islande au Concours Eurovision de la chanson 2011
L’Islande a participé au Concours Eurovision de la chanson 2011 à Düsseldorf en Allemagne, et sélectionnera son représentant par une finale nationale du Söngvakeppni Sjónvarpsins 2011, organisée par le diffuseur islandais Ríkisútvarpið (RÚV).

## Söngvakeppni Sjónvarpsins2011
Dans une lettre adressée à l'Association des auteurs islandais, Páll Magnússon, le manageur directeur de la télévision RÚV, a annoncé que tous les participants au Söngvakeppni 2011 devront chanter en islandais, en indiquant qu'il s'agit d'un concours de chansons islandaises destiné aux téléspectateurs islandais.
Cette déclaration reçut un accueil mitigé du public islandais, qui soutinrent et préfèrèrent pour la plupart, que le représentant chante en anglais.
Les compositeurs purent soumettre leur chanson jusqu'au 18 octobre 2010 minuit. Le processus de sélection était ouvert à tous les résidents islandais. Les compositeurs islandais furent autorisés à composer en non-islandais et chaque compositeur pouvait proposer un maximum de trois chansons.
La finale du Söngvakeppni Sjónvarpsins 2011 sera diffusée le 12 février 2011.

### Demi-finale 1
| # | Artiste                | Chanson             | Compositeurs – Paroles                    |
| - | ---------------------- | ------------------- | ----------------------------------------- |
| 1 | Böddi og JJ Soul Band  | "Lagið þitt"        | Ingvi Þór Kormáksson                      |
| 2 | Haraldur Reynisson     | "Ef ég hefði vængi" | Haraldur Reynisson                        |
| 3 | Pétur Örn Guðmundsson  | "Elísabet"          | Pétur Örn Guðmundsson                     |
| 4 | Hanna Guðný Hitchon    | "Huldumey"          | Ragnar Hermannsson - Anna Þóra Jónsdóttir |
| 5 | Erna Hrönn Ólafsdóttir | "Ástin mín eina"    | Arnar Ástráðsson                          |

### Demi-finale 2
| # | Artiste                                       | Chanteur      | Compositeur – Paroles                                                        |
| - | --------------------------------------------- | ------------- | ---------------------------------------------------------------------------- |
| 1 | Yohanna                                       | "Nótt"        | María Björk Sverrisdóttir, Marcus Frenell, Beatrice - Magnús Þór Sigmundsson |
| 2 | Bryndís Ásmundsdóttir                         | "Segðu mér"   | Jakob Jóhannsson - Tómas Guðmundsson                                         |
| 3 | Kristján Gíslason et Íslenzka Sveitin         | "Þessi þrá"   | Albert G. Jónsson                                                            |
| 4 | Rakel Mjöll Leifsdóttir                       | "Beint á ská" | Tómas Hermannsson, Orri Harðarson - Rakel Mjöll Leifsdóttir                  |
| 5 | Matthías Matthíasson et Erla Björg Káradóttir | "Eldgos"      | Matthías Stefánsson - Kristján Hreinsson                                     |

### Demi-finale 3
Sigurjón Brink devait participer à cette demi-finale. Or, celui-ci mourut d'une crise cardiaque le 17 janvier 2011 à Garðabær. Ce furent ses amis, qui, selon la volonté de sa famille, interprètèrent sa chanson.

## À l'Eurovision
L’Islande participera à la première demi-finale du Concours, le 10 mai 2011.